# اسلوپ وودی گوتری
اسلوپ وودی گوتری (به انگلیسی: Sloop Woody Guthrie) یک کشتی است که طول آن ۴۷ فوت (۱۴ متر) می‌باشد. این کشتی در سال ۱۹۷۸ ساخته شد.